# Gruppo Cremonini
Il Gruppo Cremonini è una multinazionale italiana che opera nel settore alimentare. È stata fondata in provincia di Modena nel 1963 da Luigi Cremonini.
Fu quotata alla Borsa Italiana dal 1998 al 2008, quando fu delistata a causa della sua trasformazione da capogruppo industriale in holding di partecipazioni a seguito della quotazione delle società operative MARR S.p.A. e la joint venture con JBS S.A.

## Storia
Luigi Cremonini, nato a Savignano sul Panaro, figlio di piccoli agricoltori e diploma di perito agrario a Modena, a 19 anni ha un piccolo allevamento suino per poi passare al settore bovino e lavorare per un gruppo cooperativo. Nel 1963 fonda insieme al fratello Giuseppe una piccola attività di macelleria che tre anni più tardi, nel 1966 si specializza nella macellazione e produzione di carni bovine con il nome Italca.
Negli anni Settanta l'azienda si allarga nel settore dei salumi, negli anni ottanta si espande nella ristorazione commerciale acquisendo la catena di fast food Burghy per poi cederla al colosso McDonald's a metà degli anni novanta in cambio della concessione di fornire in esclusiva la carne bovina ai fast food del gruppo americano in Italia e buona parte d'Europa, aprendo i primi ristoranti e bar nelle stazioni ferroviarie e rilevando la riminese MARR specializzata nella distribuzione, nel 1991 acquisisce e rilancia la Montana, azienda storica specializzata nella carne in scatola.
Nel 2001, con Vincenzo Cremonini, figlio di Luigi, master in "business administration" alla Boston University, alla guida del gruppo nel ruolo di amministratore delegato, è fondata la catena di steakhouse Roadhouse Grill. E tramite Inalca (in cui entra con il 28% del capitale la Cassa Depositi e Prestiti, CDP) è avviata la diversificazione anche all'estero, in Spagna, in Russia e in vari paesi dell'Africa, dall'Algeria al Congo, dal Mozambico alla Costa d'Avorio. In seguito saranno aperti stabilimenti in Polonia e a Toronto, in Canada (in joint venture con Joe Vitale), una piattaforma in Kazakistan e saranno acquisite due società (Fresco Gourmet e Itons) in Australia..
Nel 2013 il gruppo Cremonini compie 50 anni. Con un fatturato di 3,5 miliardi di euro e 12.500 dipendenti l'azienda si piazza al terzo posto in Italia nel settore alimentare e vanta anche del primato in Europa nel settore delle carni bovine.
Nel gennaio 2016 il gruppo rileva da Generale Conserve, società operante nel mercato delle conserve e del tonno in scatola, lo storico marchio italiano di carne in scatola Manzotin, diretto concorrente della carne Montana.

## Le attività
- Produzione e vendita di carne bovina e di prodotti a base di carne bovina tramite le controllate Inalca, Italia Alimentari, Montana, Manzotin, Ibis. (27 piattaforme distributive e 3 impianti produttivi all'estero, 47% del fatturato).  Inalca produce e commercializza un assortimento completo di carni bovine in Europa, dall'allevamento al prodotto finito: produce infatti elaborati pronti, carni in scatola, ed estratti di carne.  È presente in Italia con 9 stabilimenti specializzati per tipologie di lavorazione: macellazione, disosso, trasformazione, confezionamento e distribuzione carne. È inoltre presente all'estero con piattaforme logistiche-distributive. Attraverso Italia Alimentari produce culatelli, salami, mortadelle, bresaola, panini e snack.
- Distribuzione al foodservice tramite la controllata MARR S.p.A., quotata al Segmento STAR di Borsa Italiana. La MARR ha 34 centri di distribuzione in tutta Italia e contribuisce al fatturato consolidato del Gruppo Cremonini per il 39%.  Nel 2013 viene fondata Inalca Food & Beverage, società specializzata nella vendita e distribuzione internazionale dei prodotti alimentari tipici del Made in Italy. Possiede 25 piattaforme logistico-distributive in 9 Paesi, e conta oltre 3500 fornitori.
- Ristorazione commerciale con i marchi Chef Express. (che opera con marchi propri quali Mokà, Mr. Panino, Gourmè, Gusto Ristorante, Juice Bar, Pomodoro e Mozzarella e Bagel Factory, e con marchi in licenza quali McDonald's e RossoSapore) e la controllata Roadhouse Grill (marchio Steakhouse). Il settore ristorazione realizza attualmente il 14% del fatturato del Gruppo. Ad oggi, la ristorazione di Cremonini serve oltre 200 treni in 5 Paesi Europei, 69 stazioni ferroviarie, 51 aree di ristoro autostradali, 10 aeroporti, 6 ospedali (con il marchio Chef Express) e 120 locali a marchio Roadhouse.  È anche il primo operatore europeo nella ristorazione sui treni dell'alta velocità con una presenza in 8 nazioni d'Europa (TGV in Francia, AVE in Spagna, Thalys in Belgio, Germania e Olanda, Cisalpino in Svizzera, Eurostar in Gran Bretagna).

Nei prodotti destinati al consumatore finale, Cremonini è noto con lo storico marchio Montana che oltre alla carne in scatola, oggi commercializza prodotti di carne fresca e surgelata, opera nel settore dei salumi, con vari prodotti DOP e IGP, e in quello dei panini e snack. La storia completa di Montana è stata riassunta nel libro "Mezzogiorno di cuoco. Montana: cinquant'anni di storia, di pubblicità, di alimentazione italiana", scritto da Giuseppe Romano e pubblicato da Marsilio nel 2008.
In Italia Cremonini ha gestito per anni la ristorazione a bordo dei treni; gli appalti per i servizi della ristorazione a bordo treno per Alta Velocità, Eurostar e Mini-Bar a far data dal 1º luglio 2009 è stata però vinta da Treno Servizi Integrati S.r.l., (Compagnie des Wagon-Lits, gruppo Accor S.A.) con il marchio T&B Tanto e Buono, per i successivi 3 anni, con un appalto da 83 milioni di euro. Cremonini ha fatto ricorso al TAR del Lazio avverso l'aggiudicazione di uno dei due lotti ma il ricorso è stato respinto; la situazione si è ulteriormente complicata al momento dell'intimazione di Trenitalia in merito al cambio di gestore avvenuta il 3 agosto.

## Azionariato
- Famiglia Cremonini 100%.

## Dati economici
Nel 2023 il Gruppo Cremonini ha realizzato ricavi totali per 5.542,1 milioni di Euro. Il margine operativo lordo (EBITDA) si attesta a 479,3 milioni di Euro ed il risultato operativo (EBIT) è 264,3 milioni di Euro.
Il settore produzione attraverso la controllata Inalca, nel 2023 ha realizzato ricavi pari a 2.990,1 milioni, un Ebitda di 235,6 milioni e un Ebit di 152,5 milioni di euro.
Nel settore della distribuzione, i ricavi di MARR si sono attestati a 2.085,5 milioni, l'EBITDA e l'EBIT  rispettivamente a 122,9 milioni di euro e a 84,9 milioni di euro.
Nel settore della ristorazione, Chef Express ha realizzato ricavi per 779,8 milioni di euro, un Ebitda di 123,0 milioni e un Ebit di 32,0 milioni di euro.

## Consiglio d'amministrazione
- Presidente: Luigi Cremonini
- Amministratore Delegato: Vincenzo Cremonini
- Consigliere: Paolo Boni
- Consigliere: Illias Aratri
- Consigliere: Serafino Cremonini

## Controversie giudiziarie
Nel novembre 2015 Luigi e Vincenzo Cremonini sono stati condannati dal Tribunale di Milano a 3 anni e a una multa di 150.000 euro per insider trading in merito all'acquisto di titoli del gruppo prima dell'Opa lanciata in Borsa nel 2008 per togliere il titolo dal listino. Alla Consob, parte civile, è stato assegnato un risarcimento di 100.000 euro.

## Critiche
Il gruppo Cremonini è stato duramente criticato nella puntata di Report "Il re della Bistecca", andata in onda il 13 novembre 2005. In particolare nella puntata veniva ipotizzato che l'Inalca, una controllata del gruppo, potesse aver venduto ad una ditta di omogeneizzati carne di bovino adulto spacciandola per carne di bovino al di sotto dei 24 mesi di età, e soprattutto accusando il gruppo di aver spedito partite di carne avariata in paesi in via di sviluppo, allo scopo di ricevere dei finanziamenti dall'Unione Europea.
Le informazioni diffuse da Report sono state oggetto anche di un'altra indagine della Procura di Roma: anche in questo caso il Tribunale ha deciso per l'archiviazione, in data 25 maggio 2007, perché il fatto non sussiste.
Queste critiche sono state riprese anche da Beppe Grillo in un intervento nel suo famoso blog.
L'industriale Cremonini querelò Daniele Luttazzi per aver riportato, nel corso della quinta puntata dello spettacolo Satyricon, una notizia del Corriere della Sera.
La notizia riguardava alcune indagini dei NAS, che avevano portato al sequestro di un capannone Inalca a Rieti, con 130 quintali di carni avariate. Le carni nauseabonde, piene di vermi e muffa, secondo gli inquirenti di notte venivano lavorate per ricavarci chissà cosa, e Cremonini era stato denunciato per responsabilità in tali traffici. Dopo approfondite indagini, il Giudice per le Indagini Preliminari del Tribunale di Rieti, in data 17 maggio 2007 ha disposto l'archiviazione del procedimento, dimostrando l'infondatezza delle notizie diffuse e la correttezza del comportamento dell'azienda. L'Inalca aveva in precedenza citato in giudizio Corriere della Sera e Il Messaggero sentendosi diffamata da alcuni articoli (compreso quello citato da Luttazzi) e in entrambi i casi ha vinto la causa: a Milano, con sentenza del 15 novembre 2004, e a Roma con sentenza del 28 marzo 2003. Entrambe le sentenze sono definitive.
Luttazzi nel frattempo ha vinto la causa contro il Gruppo Cremonini, dato che si era limitato a citare la notizia letta sul Corriere della Sera, e a farci una battuta in riferimento ad un dolce al cioccolato a forma di escremento:
Il Gruppo Cremonini, attraverso la controllata Inalca, continua le sue operazioni in Russia nonostante l'invasione dell'Ucraina e le sanzioni internazionali imposte contro Mosca. La società mantiene una solida presenza nel mercato russo, producendo e distribuendo prodotti a base di carne tramite Marr Russia e Orenbeef, una controllata parzialmente detenuta dal fondo sovrano russo RDIF. Inoltre, Inalca gestisce sette complessi logistici in Russia e una piattaforma di distribuzione a Mosca. Al 2025, la società continua a operare nel paese senza rilasciare dichiarazioni ufficiali sul futuro delle sue attività, attirando critiche per la sua scelta di mantenere rapporti commerciali con una nazione coinvolta in gravi violazioni dei diritti umani e atrocità in Ucraina.